# Брагинский, Григорий Маркович
Григорий Маркович Брагинский (27 ноября 1892, Екатеринослав, Российская империя — 13 августа 1964) — советский режиссёр и сценарист.

## Биография
Родился 14 (27) ноября 1892 года в семье екатеринославского мещанина Эли-Меера Шевелевича Брагинского и его жены Цивьи. В начале 1920-х годов занимался перемонтажом зарубежных фильмов и переводом надписей на русский язык, был техником кинопроекционной аппаратуры. С 1926 года работал ассистентом режиссёра, режиссёром и сценаристом на киностудиях Азеркино, Арменкино и Востоккино. В 1944 году был зачислен в штат Таджикской киностудии, где работал главным редактором сценарного отдела, а впоследствии режиссёром-документалистом.
Умер 13 августа 1964 года.

## Фильмография

### Режиссёр
- 1936 — Алмас + сценарист
- 1940 — Новый горизонт

### Сценарист
- 1927 — 
  - Пять в яблочко
  - Хас-Пуш (оригинальный текст — Раффи)
- 1928 — Шестнадцатый
- 1929 — Севиль
- 1934 — Исмет

## Награды
- Медаль «За трудовое отличие» (24 апреля 1957 года) — за выдающиеся заслуги в развитии таджикского искусства и литературы и в связи с декадой таджикского искусства и литературы в гор. Москве[3].